# Stefano Galvani
Stefano Galvani (n. 3 de junio de 1977 en Padua, Italia) es un jugador italiano de tenis. Su mejor posición en el ranking lo consiguió en abril de 2007 cuando alcanzó el 99.º lugar. Galvani ha jugado poco en el máximo nivel del tenis mundial y ha pasado la mayor parte de su carrera jugando en el circuito de challenger y futures.
Su mejor actuación en un torneo de ATP es haber llegado a los cuartos de final del Torneo de Sopot en 2002. Ha participado en 9 torneos de Grand Slam y nunca pudo superar la 2ª ronda. En 7 de ellos tuvo que pasar la clasificación. 
En el Torneo Conde de Godó de 2002, derrotó en segunda ronda al N.º 4 del mundo, el ruso Yevgeny Kafelnikov en lo que fue su victoria más importante hasta hoy. Fue integrante del Equipo italiano de Copa Davis en 2002 ganando un partido y perdiendo otros dos.

## Tïtulos

### Clasificación en torneos del Grand Slam
| Torneo          | 2010 | 2008 | 2007 | 2006 | 2003 | 2002 | 2001 | Títulos |
| --------------- | ---- | ---- | ---- | ---- | ---- | ---- | ---- | ------- |
| Australian Open | -    | -    | -    | -    | -    | 1r   | -    | 0       |
| Roland Garros   | 1r   | -    | 1r   | 2r   | -    | 1r   | 1r   | 0       |
| Wimbledon       | -    | 2r   | -    | 2r   | 2r   | 1r   | -    | 0       |
| US Open         | -    | -    | -    | -    | -    | -    | -    | 0       |

### Challengers
| N.º | Fecha                    | Torneo   | Superficie    | Oponente en la final | Resultado      |
| --- | ------------------------ | -------- | ------------- | -------------------- | -------------- |
| 1.  | 3 de septiembre de 2001  | Braşov   | Tierra batida | Iván Navarro Pastor  | 6-4 6-1        |
| 2.  | 17 de septiembre de 2001 | Sevilla  | Tierra batida | Todd Larkham         | 6-2 6-4        |
| 3.  | 14 de octubre de 2002    | El Cairo | Tierra batida | Albert Portas        | 2-6 7-6(4) 6-1 |
| 4.  | 19 de marzo de 2007      | Rabat    | Tierra batida | Olivier Patience     | 6-1 6-1        |
| 5.  | 10 de septiembre de 2007 | Todi     | Tierra batida | Adrian Ungur         | 7-5 6-2        |

### Finalista en challengers singles
- 2000: Sofía (pierde ante Stefano Tarallo)
- 2001: Mumbai (pierde ante Federico Luzzi)
- 2001: Sofía (pierde ante Vasilis Mazarakis)
- 2003: Mantova (pierde ante Vincenzo Santopadre)
- 2006: Barletta (pierde ante Jan Hájek)
- 2006: San Remo (pierde ante Olivier Patience)
- 2009: Wolfsburgo (pierde ante Ruben Bemelmans)